# Мизрахи, Моше (режиссёр)
Моше Мизра́хи (ивр. משה מזרחי‎; 5 сентября 1931, Александрия, Египет — 3 августа 2018, Тель-Авив) — израильский и французский кинорежиссёр и сценарист. Три фильма Мизрахи в разные годы номинировались на премию «Оскар» за лучший фильм на иностранном языке; один из них, «Вся жизнь впереди», завоевал этот приз в 1978 году. В 2001 году Мизрахи стал лауреатом премии Израильской академии кино («Офир») за достижения карьеры.

## Биография
Моше Мизрахи, уроженец Александрии, иммигровал с семьёй в подмандатную Палестину в 1946 году. В начале 1950-х годов он побывал в странах Магриба и во Франции как эмиссар Еврейского агентства и организации «Ха-шомер ха-цаир». С 1958 года попеременно проживал в Израиле и во Франции, где делал свои первые шаги в кинематографе. Его карьера как режиссёра началась с постановки мини-сериала в стиле Хичкока для французского телевидения на стыке жанров комедии и триллера. За ним в 1970 году последовал первый полнометражный художественный фильм Мизрахи «Клиент в мёртвом сезоне», снятый по рассказу его первой жены Рашель Фабьен. Уже эта первая работа попала в основную конкурсную программу Берлинского кинофестиваля и завоевала на нём специальный приз журналистов и премию католического жюри, а также была номинирована на «Золотой глобус» за лучший фильм на иностранном языке.
Свой второй фильм, «Стансы Софии», Мизрахи снял год спустя также во Франции по роману Кристианы Рошфор. Эта лента, посвящённая теме права женщины на независимость, продержалась во французском широком прокате только три недели, но приняла участие в международном кинофестивале в Атланте и в дальнейшем шла в фильмотеках американских вузов. Она была показана в Израиле лишь в 2009 году. Следующие два фильма Мизрахи, снятые в сотрудничестве с продюсером Менахемом Голаном в Израиле — «Я люблю тебя, Роза» (1972) и «Дом на улице Шлуш» (1973) — были номинированы на «Оскар» за лучший фильм на иностранном языке; «Я люблю тебя, Роза» и ещё один фильм 1973 года, «Абу эль-Банат», были включены в основную конкурсную программу Каннского кинофестиваля. Стиль, в котором были сняты эти картины, разительно отличался от набравшего в эти годы популярность в Израиле жанра «фильмов-бурекас», в особенности в том, что касалось изображения восточных евреев. Мизрахи в интервью называет сложившуюся в израильском кинематографе традицию сефардских образов оскорбительной, а ставший апогеем «фильмов-бурекас» «Салах Шабати» омерзительным.
Вернувшись во Францию, Мизрахи снял два удачных фильма, главную роль в которых сыграла Симона Синьоре: «Вся жизнь впереди» и «Дорогая незнакомка». Первая из этих лент, снятая по книге гонкуровского лауреата Ромена Гари, удостоилась высокой оценки самого Гари и завоевала «Оскар» за лучший фильм на иностранном языке; Мизрахи остаётся единственным израильским режиссёром, получившим эту награду.
В 1980-е годы Мизрахи сотрудничал с американскими кинематографистами, в частности сняв Тома Хэнкса в главной роли в фильме «Мы всегда говорим «до свидания»», действие которого происходит в подмандатной Палестине. В 1992 году снятый им американский мини-сериал «Варбург: человек влияния» с Сэмом Уотерстоном в главной роли стал лауреатом приза фестиваля FIPA. В 2001 году Мизрахи была присуждена премия Израильской академии кино («Офир») за достижения карьеры; он также получил аналогичную премию на Хайфском кинофестивале. В 2008 году, после более чем десятилетнего перерыва, на экраны вышел его новый фильм, «Уик-энд в Галилее», переносящий на израильскую почву сюжет чеховского «Дяди Вани».
Мизрахи был женат вторым браком на актрисе и режиссёре Михаль Бат-Адам. Он умер в тель-авивской больнице «Ихилов» в августе 2018 года после осложнений на почве пневмонии

## Фильмография
- 1969 — Лор (мини-сериал)
- 1970 — Клиент в мёртвом сезоне
- 1971 — Стансы Софии
- 1972 — Я люблю тебя, Роза
- 1973 — Абу эль-Банат
- 1973 — Дом на улице Шлуш
- 1975 — Мужчина Рахели
- 1977 — Вся жизнь впереди
- 1980 — Дорогая незнакомка
- 1981 — Жизнь продолжается
- 1983 — Молодость
- 1985 — Война и любовь
- 1986 — Мы всегда говорим «до свидания»
- 1988 — Гвоздоед
- 1992 — Варбург: человек влияния (мини-сериал)
- 1996 — Женщины
- 2007 — Уик-энд в Галилее

## Награды и номинации
Награды
- 1970 — специальный приз журналистов Берлинского кинофестиваля («Клиент в мёртвом сезоне»)
- 1978 — «Оскар» за лучший фильм на иностранном языке («Вся жизнь впереди»)
- 1978 — премия Ассоциации кинокритиков Лос-Анджелеса за лучший фильм на иностранном языке («Вся жизнь впереди»)
- 1992 — серебряный приз фестиваля FIPA в номинации «Телевизионный сериал» («Варбург: человек влияния»)
- 2001 — премия Израильской академии кино («Офир») за достижения карьеры

Номинации
- 1970 — номинация на «Золотой глобус» за лучший фильм на иностранном языке («Клиент в мёртвом сезоне»)
- 1970 — участие в основной конкурсной программе Берлинского кинофестиваля («Клиент в мёртвом сезоне»)
- 1972 — участие в основной конкурсной программе Каннского кинофестиваля («Я люблю тебя, Роза»)
- 1973 — номинация на «Оскар» за лучший фильм на иностранном языке («Я люблю тебя, Роза»)
- 1973 — участие в основной конкурсной программе международного кинофестиваля в Чикаго («Дом на улице Шлуш»)
- 1974 — номинация на «Оскар» за лучший фильм на иностранном языке («Дом на улице Шлуш»)
- 1974 — участие в основной конкурсной программе Каннского кинофестиваля («Абу эль-Банат»)
- 1978 — номинация на «Золотой глобус» за лучший фильм на иностранном языке («Вся жизнь впереди»)
- 1980 — участие в основной конкурсной программе международного кинофестиваля в Чикаго («Дорогая незнакомка»)